# Theater Sturmvogel
Das Theater Sturmvogel ist ein professionelles Freies Theater mit Sitz in Ludwigsburg. Es wurde 1999 von der Schauspielerin Sandra Jankowski und dem Schauspieler und Regisseur Frank Klaffke in Reutlingen gegründet. Es hat keine feste Spielstätte, bespielt aber regelmäßig das Reutlinger Kulturzentrum franz.K und gehört dort zu den Gründungs- und Trägergruppen. Unter anderem spielt es dort seit 2009 eine monatliche Kindertheater-Reihe. Darüber hinaus gastiert das Theater bundesweit regelmäßig für Kulturveranstalter wie zum Beispiel städtische und kommunale Kulturämter, Stadthallen, Bibliotheken, Bildungseinrichtungen und andere Kulturträger wie Soziokulturelle Zentren und Kulturinitiativen mit ca. 120 Aufführungen pro Jahr. Nach einer Erhebung aus dem Jahr 2017 fanden seit Gründung 1756 Veranstaltungen mit ca. 190.000 Zuschauern statt.

## Förderung
Das Theater Sturmvogel erhält Projektförderung von verschiedenen Trägern wie dem Land Baden-Württemberg, der Stadt Reutlingen, der Kulturstiftung des Bundes, der Stiftung der Landesbank Baden-Württemberg, Danzer Stiftung, Porsche AG und Lighthouse Foundation.

## Sparten
Interaktives Kindertheater
Das Theater Sturmvogel hat eine eigene Form des Interaktiven Kindertheaters entwickelt. Die Kinder werden von den Schauspielern ständig in das Bühnengeschehen involviert und ermuntert, durch eigene Kommentare und Vorschläge die Bühnenhandlung mitzugestalten und zu verändern. Deshalb nehmen die Aufführungen auch je nach Publikum jedes Mal eine ganz eigene Wendung.
Abendprogramme
Die Abendprogramme zeichnen sich durch eine große stilistische Bandbreite aus. Das Theater Sturmvogel bespielt die Genres klassisches Schauspiel, Literatur, Musiktheater, Comedy und Dokumentar-Theater.

## Produktionen
- 1999: Ein Engel in Berlin – nach Roman-Motiven von Irmgard Keun, im Jahr 2000 nominiert für den Stuttgarter Theaterpreis
- 2000: Szenenarbeit zur Ausstellungseröffnung der Ausstellung „Die Würde des Menschen“ von Amnesty International Ulm
- 2001: Der kleine Rabe Theobald, musikalisches Mitmachtheater für Kinder
- 2003: Mini Mutig und das Meer, interaktives Piratentheater für Kinder
- 2004: Die James-Blond-Show, Straßentheater
- 2005: Kätzchen Schnute, interaktives Kindertheater mit Zauberei
- 2006: Über dem Abgrund, Theateradaption von Kurzgeschichten von Edgar Allan Poe
- 2007: Gangster Love, ein MiniJazzMusical nach Motiven von Woody Allen
- 2008: Frauen an die Macht! – MusikComedyTheater
- 2008: Gut gegen Nordwind, szenische Lesung des Romans von Daniel Glattauer
- 2010: Singin’Al Capone, Gangstersongs und Stories, musikalischer Abend
- 2011: Der Wolf und die kleinen Geißlein, Interaktives Kindertheater nach den Gebrüdern Grimm
- 2012: Gefährliche Leidenschaft, Theaterfassung der Traumnovelle von Arthur Schnitzler
- 2013: Abenteuer China, eine multimediale Reiseshow
- 2015: Casablanca, Liebeserklärung an einen Kultfilm, Schauspiel mit Musik
- 2016: Mein Freund Charlie, interaktives Kindertheater mit echtem Hund
- 2016: Die IG-Metall-Show, die Geschichte der IG Metall als Auftragsarbeit zum 125-jährigen Jubiläum der Gewerkschaft IG Metall.
- 2018: Beteiligung macht Spaß!- ein interaktives Theater für Betriebsräte der IG Metall
- 2019: Der singende und klingende Bauernhof, interaktives Liedertheater mit Schauspielern, Figuren und Gemüseorchester
- 2022: Graffiti trifft Jägerzaun, das Comedy Battle - Stand Up Comedy in Kooperation mit Mad Monkey Room, Berlin
- 2023: So schön kaputt - Musik-Kabarett-Show über ein Land im Wandel

## Preise und Auszeichnungen
- 2015: Erster Preis bei der Kindertheaterwoche Rechberghausen mit „Kätzchen Schnute“
- 2016: Zweiter Preis bei der Kindertheaterwoche Rechberghausen mit „Mini Mutig und das Meer“
- 2017: Zweiter Preis bei der Kindertheaterwoche Rechberghausen mit „Mein Freund Charlie“
- 2017: Bundesfinale des Wettbewerbs Kultur- und Kreativpiloten der Bundesregierung
- 2018: Zweiter Preis bei der Kindertheaterwoche Rechberghausen mit „Der Wolf und die kleinen Geisslein“
- 2020: Erster Preis bei der Kindertheaterwoche Rechberghausen mit "Der singende und klingende Bauernhof"